# Контрапункт
Контрапу́нкт (від лат. punctum contra punctum — крапка проти крапки, тобто нота проти ноти) — одночасне поєднання декількох мелодійних ліній.
В історії музики термін «контрапункт» додається в спеціальному сенсі до стилю, що виник в XIV столітті й прийшов на зміну т. зв. дисканту XIII століття. У ширшому і загальноприйнятому значенні термін контрапункт уживається в характеристиці музики всіх подальших епох. Термін «поліфонія» багато в чому синонімічний терміну «контрапункт», ним теж часто характеризуються музичні твори, написані із застосуванням контрапункту.
Перший розквіт контрапунктного стилю припадає на XVI століття. Вершиною його вважаються хорові твори Палестрини (бл. 1525–1594), хоч і у Палестрини і навіть раніше можна угледіти (беручи до уваги т. зв. прохідні ноти) елементи гармонічного письма. При компонуванні в контрапунктному стилі перед композитором постає проблема поєднання окремих голосів (вокальних або інструментальних партій) так, щоб вони контрастували один з одним ритмічно і щоб кожен з них мав при цьому свою мелодійну виразність. Таким чином, якщо кожен голос цікавий мелодійно, жоден з них не може бути домінуючим, — на відміну від сольного голосу в гомофонному стилі, що домінує серед інших.
Другою вершиною мистецтва контрапункту вважається інструментальна і хорова творчість Й. С. Баха. Контрапункт Баха спирається на розвиненішу гармонійну систему і відрізняється більшою свободою мелодичних ліній. У Баха гармонійний кістяк контрапункту особливо помітний у партії «фігурованого басу» (basso continuo), що виконувалася на органі або на клавірі.

## Контрапункт в ХХ столітті
Пауль Гіндеміт дійшов висновку, що контрапункт у попередні три з половиною сторіччя виявився дуже тісно пов'язаним з гармонічною основою, що перешкоджало розвитку, індивідуалізації окремих голосів. «Лінеарний контрапункт» Гіндеміта в певному значенні є поверненням до допалестринівського стилю, хоча в плані вживання дисонансів цей стиль цілком сучасний. На думку Гіндеміта, дисонансне, конфліктне співвідношення партій примушує слухача сприймати їх як самостійні лінії — на відміну від контрапункту, що спирається на традиційну гармонію. Цій теорії, однак, суперечить той факт, що, відмовляючись від традиційної гармонії, композитор будує свій стиль не на довільно вибраних інтервальних співвідношеннях, а на власній системі дисонансної гармонії. Відтак, слухацьке сприйняття так чи інакше виявляється прив'язаним до гармонічної основи.

## Види контрапункту
Вчення про контрапункт є важливою гілкою теорії музики. При навчанні цього мистецтва вирізняються окремі види контрапункту. За класифікацією І. Й. Фукса (1660–1741), труднощі композиції і поєднання незалежних методичних ліній долаються п'ятьма етапами.
- Перший — «нота проти ноти» (лат. punctum contra punctum): тут ритм «доданого голосу» (протиставлення) ідентичний до ритму основного голосу (cantus firmus).

- Другий етап полягає у написанні двох нот протискладення на одну ноту кантуса;

- Третій етап — у написанні чотирьох нот на одну ноту кантуса.

- На четвертому етапі вводяться синкопи (звичайно це затримання);

- На п'ятому етапі твір стає вільнішим.

У т.зв. строгому контрапункті спроба складати за нормами XVI століття часто поєднується з уживанням старих церковних ладів. Вільний контрапункт ґрунтується у більшій мірі на закономірностях мажоро-мінору, ніж церковних ладів і, на відміну від строгого, може містити модуляції, більшу кількість прохідних дисонуючих нот, відрізняється розвиненішою гармонічною основою.